# Pikku Pielpajärvi
Pikku Pielpajärvi och Iso Pielpajärvi eller Pielppajärvet är sjöar i Finland. De ligger i kommunen Enare i landskapet Lappland, i den norra delen av landet, 1 000 km norr om huvudstaden Helsingfors. Pikku Pielpajärvi ligger 140 meter över havet. De ligger vid sjön Pieni Luosmajärvi. Arean är 49 hektar och strandlinjen är 7,75 kilometer lång. Sjön  ingår i Pasvik älvs huvudavrinningsområde. 